# 3D 雷達

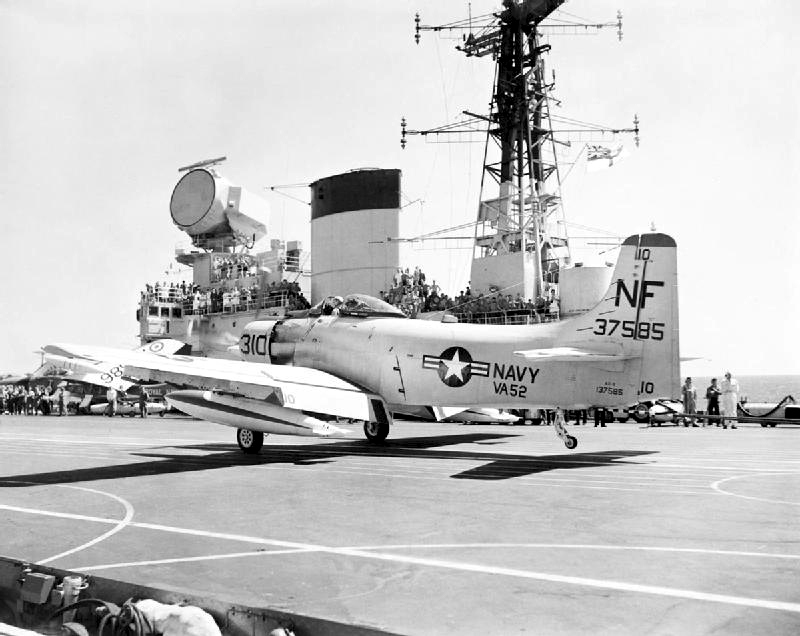
勝利號航空母艦上的984型雷達，拍攝於1961年

3D 雷达除了提供常见的二维雷达的方向方位角，還提供了距离和仰角。应用包括天气监测、防空和监视。
長期以來，人們一直需要雷達提供訊息，特別是在防空和攔截方面。在進行攔截之前，攔截者必須知道爬升的高度。在3D雷達出現以前，是透過搜索雷達先給出目標的距離和方位角，再由測高雷達來提供目標的高度。

## 技術

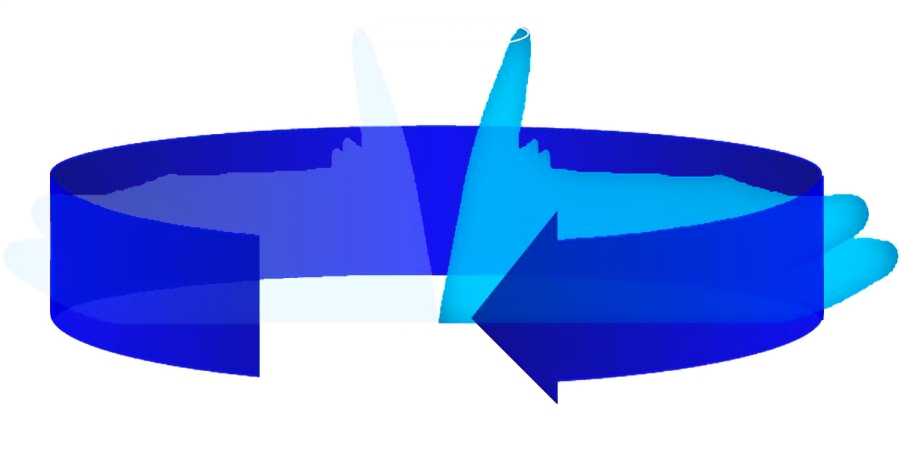
典型 2D 雷达旋转余割平方天线方向圖。

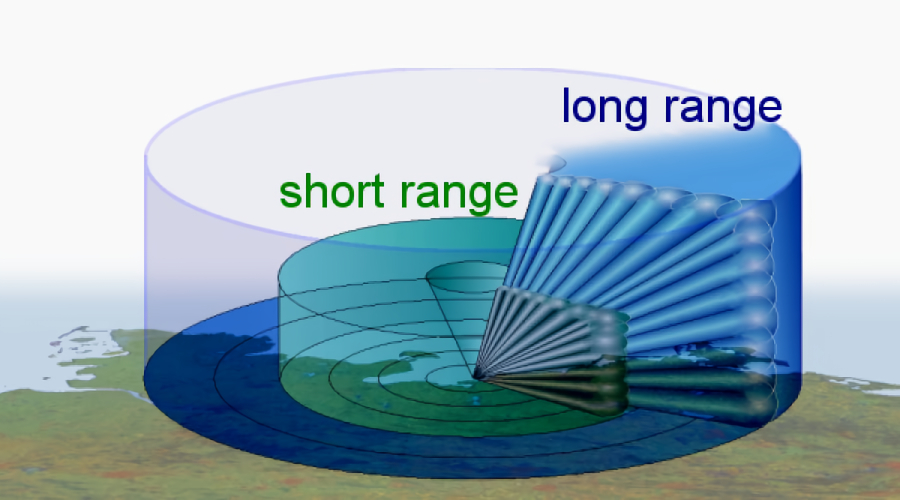
典型 3D 雷达图，垂直电子波束控制和笔形波束机械水平移动的明智组合

可控波束雷达通过扫描模式引导窄波束以构建 3D 图像。例如， NEXRAD多普勒天气雷达（使用抛物面天线）和提康德罗加级导弹巡洋舰和其他配备宙斯盾作战系统的舰艇所采用的AN/SPY-1无源电子扫描阵列雷达。
堆疊波束雷達以兩個或多個仰角發射和/或接收多個無線電波束。 通過比較每個光束返回的相對強度，可以推斷出目標的高度。 堆疊波束雷達的一個例子是空中航線監視雷達。